# Phoradendron crassifolium
Phoradendron crassifolium là một loài thực vật có hoa trong họ Santalaceae. Loài này được (Pohl ex DC.) Eichler miêu tả khoa học đầu tiên năm 1868.